# خلل التعظم الفقري الضلعي
خلل التعظم الفقري الضلعي، ويُعرف أيضًا باسم متلازمة جاركو ليفين، هو اضطراب نمو وراثي نادر في الهيكل المحوري. يتميز بتشوهات واسعة النطاق وشديدة في بعض الأحيان في العمود الفقري والأضلاع، وقصر الصدر، والجنف والحداب المتوسط إلى الشديد. يعاني الأفراد المصابون بمتلازمة جاركو ليفين من جذع وعنق قصيرين، وتكون الذراعان طويلتان نسبيًا بالمقارنة مع الحالة الطبيعية، ويكون البطن بارزًا قليلًا. قد يعاني الأفراد ذوي الإصابة الشديدة من مضاعفات رئوية مهددة للحياة بسبب تشوهات الصدر. ذُكرت المتلازمة لأول مرة من قبل سول جاركو وبول إم ليفين في جامعة جونز هوبكنز عام 1938.

## التشخيص

### الأنواع الفرعية والخصائص
في عام 1968، فرق الدكتور ديفيد ريموين وزملاؤه في بالتيمور لأول مرة بين التظاهرين الرئيسيين لجاركو ليفين. عُرفت كلتا الحالتين على أنهما فشل في تشدف العمود الفقري. مع ذلك، بدت الحالة داخل الأسرة المذكورة في مقالتهم وراثية بطريقة جسمية سائدة، وكان سيرها أقل خطورة من الحالات التي أبلغ عنها المحققون الآخرون. حددوا حالتهم على أنها خلل تنسج فقري ضلعي، وأصبحت معروفة منذ ذلك الحين باسم خلل التعظم الفقري الضلعي. يُعرف النوع الفرعي من جاركو ليفين حاليًا والذي قارنوا به حالاتهم المبلغ عنها باسم خلل التنسج الفقري الصدري.

### خلل التنسج الفقري الصدري
وُصف خلل التنسج الفقري الصدري، أو ما يُعرف بالإس تي دي، مرارًا وتكرارًا على أنه حالة وراثية جسمية متنحية تؤدي إلى تكوين مميز للأضلاع يشبه المروحة مع وجود القليل من التشوهات الداخلية في الأضلاع. يموت الأطفال الذين يولدون بهذه الحالة في وقت مبكر من حياتهم عادةً بسبب التهابات الجهاز التنفسي المتكررة وذات الرئة الناجمة عن تحدد الصدر. في الآونة الأخيرة، وثق تقرير حديث أن الوفيات الفعلية المرتبطة بخلل التنسج الفقري الضلعي تبلغ نحو 50% فقط، إذ يعيش العديد من الناجين حياة صحية ومستقلة.

### خلل التعظم الفقري الضلعي
على عكس خلل التنسج الفقري الضلعي، يتميز النوع الفرعي المتمثل بخلل التعظم الفقري الضلعي أو الإس سي دي بتشوهات ضلعية داخلية، بالإضافة إلى وجود تشوهات فقرية. تشمل تشوهات الأضلاع الداخلية عيوبًا، مثل التشعب والتوسع والاندماج، لا ترتبط ارتباطًا مباشرًا بالشذوذ الفقري (كما هو الحال في خلل التنسج الفقري الصدري، حيث يحدث اندماج واسع للضلع الخلفي بسبب عيوب التشدف والقصر الشديد في العمود الفقري الصدري). قد يؤدي التحدد الرئوي في كلا النوعين الفرعيين إلى ارتفاع ضغط الدم الرئوي، ويخلف آثارًا قلبية محتملة أخرى.

## الإنذار
قد يتمتع الأطفال الذين يولدون مصابين بجاركو ليفين بصحة جيدة ويكبرون ليعيشوا حياة طبيعية. مع ذلك، يعاني العديد من الأفراد المصابين بالمتلازمة من مشاكل قصور في الجهاز التنفسي كنتيجة ثانوية لتحدد حجم الصدر. يصاب هؤلاء الأفراد بمضاعفات رئوية أغلب الأحيان ويموتون في سن الرضاعة أو الطفولة المبكرة. يرتبط التباين في السير لدى المصابين بالمتلازمة بحقيقة أن المرض يشمل في الواقع متلازمتين أو أكثر من المتلازمات المختلفة، ولكل منها نطاقها الإنذاري الخاص. تشمل المتلازمات التي تعتبر حاليًا أنواعًا فرعية من جاركو ليفين متلازمة خلل التنسج الفقري الصدري وخلل التعظم الفقري الضلعي. يرتبط المرض بجين SSRT.